# Indantron

Indantron

Indantron, även kallat indantren, är ett syntetiskt antrakinonderivat med användning bland annat som kypfärgämne och pigment. Färgen är mörkt blå med dragning åt violett.
Färgämnet togs fram 1901 på det tyska kemiföretaget BASF. Man sökte en substans liknande färgämnet indigo och fann att detta dessutom klarade av tvättar och nötning bättre. Namnet indantron är en sammansättning av indigo och antrakinon, då råvaran var derivat av det senare. Varumärket blev det näraliggande Indanthren, som också kom att användas för andra färger.
Som färgämne har indantron Colour Index-namnet Vat Blue 4 (69800) och som pigment heter det Pigment Blue 60.